# هیون جونگ-هوا
هیون جونگ-هوا (انگلیسی: Hyun Jung-hwa؛ زادهٔ ۶ اکتبر ۱۹۶۹) یک بازیکن تنیس روی میز اهل کره جنوبی است. 
وی در مسابقات کشوری و بین‌المللی در مجموع برنده ۱۳ مدال طلا، ۸ مدال نقره، ۹ مدال برنز شده‌است.